# Kenn (actor de voz)
Ken'ichirō Ōhashi (大橋 賢一郎  Ōhashi Ken'ichirō?,  Tokio, Japón, 24 de marzo de 1982), mejor conocido bajo su nombre artístico de Kenn (ケン?), es un actor de voz y cantante japonés. Ha participado en animaciones como Arslan Senki, Brothers Conflict, Uchū Kyōdai y Kyōkai no Kanata, entre otras.

## Filmografía

### Anime
2004
- Yu-Gi-Oh! GX como Jūdai Yūki

2006
- Air Gear como Kazu
- Digimon Savers como Kōki (eps 26-48)
- Katekyō Hitman Reborn! como Dino

2008
- Druaga no Tō ~the Aegis of URUK~ como Jil
- Live On Cardliver Kakeru como Akamaru Chikara

2009
- Druaga no Tō ~the Sword of URUK~ como Jil
- Miracle☆Train: Ōedo-sen e Yōkoso como Fumi Roppongi

2010
- Densetsu no Yūsha no Densetsu como Lafra
- Jewelpet Tinkle☆ como Jasper
- Kuroshitsuji II como Ronald Knox (ep 9)

2011
- Hunter × Hunter como Phinx
- Jewelpet Sunshine como Jasper
- Last Exile: Fam, el Silver Wing como Dinesh (eps 12-13) y Fritz
- Pretty Rhythm Aurora Dream como Hibiki Tōdō
- Toriko como Takimaru

2012
- Ginga e Kickoff!! como Kota Furuya
- Jewelpet Kira☆Deco! como Jasper
- Pretty Rhythm Dear My Future como Hibiki Tōdō
- Uchū Kyōdai como Hibbit (ep 69) y Hibito Nanba

2013
- Daiya no Ace como Toshiki Carlos Kamiya
- Jewelpet Happiness como Jasper
- Joujuu Senjin!! Mushibugyo como Jinbee Tsukishima
- Kyōkai no Kanata como Akihito Kanbara
- Samurai Flamenco como Anji Kuroki

2014
- Akatsuki no Yona como Tae-woo (eps 4-6, 15)
- Ao Haru Ride como Aya Kominato
- Kuroshitsuji: Book of Circus como Ronald Knox
- Lady Jewelpet como Jasper y Príncipe Miura
- Majin Bone como Shōgo Ryūjin/Dragon
- Parasyte -the maxim- como Mitsuo
- Space Dandy 2 como Isaac (ep 4)
- Terra Formars como Alex Kandori Stewart

2015
- Arslan Senki como Gieve
- Baby Steps 2 como Yoshiaki Ide
- Daiya no Ace: Second Season como Carlos Toshiki Kamiya
- Durarara!!x2 Ten como Eijirō Sharaku
- High School Star Musical como Izumi Toraishi

2016
- Ajin como Watanabe (eps 1-2)
- Arslan Senki: Fūjin Ranbu como Gieve
- Divine Gate como Ywain
- Durarara!!x2 Ketsu como Eijirō Sharaku
- Macross Delta como Bogue Con-Vaart
- Magi-kyun! Renaissance como Aoi Suminomiiya
- Scared Rider Xechs como Hijiri Mutsuki
- Shūmatsu no Izetta como Hans
- Terra Formars Revenge como Alex Kandori Stewart
- Tsukiuta. THE ANIMATION como Aoi Satsuki

2017
- Boku no Hero Academia 2 como Native (eps 28-30)
- Kenka Banchou Otome: Girl Beats Boys como Totomaru Minowa
- Kujira no Kora wa Sajō ni Utau como Rochalízo
- Marginal#4 Kiss Kara Tsukuru Big Bang como L Nomura
- Shōkoku no Altair como Kyros

2018
- Idolish7 como Tamaki Yotsuba
- Butlers: Chitose Momotose Monogatari como Yuki Fujishiro
- Hōshin Engi como Kō Tenka
- Piano no Mori como Lech Szymanowski

2019
- Meiji Tokyo Renka como Shunsō Hishida
- Afterlost como Rui
- JoJo's Bizarre Adventure: Golden Wind como Secco
- Ace of Diamond Act II como Carlos Toshiki Kamiya
- Star-Myu: High School Star Musical 3 como Izumi Toraishi
- ¿Está mal seducir chicas en un calabozo? como Hyakinthos Clio
- Try Knights como Akira Kariya
- Kimetsu_no_Yaiba como Kamanue
- Ahiru no Sora como Masahiro Saki
- My Hero Academia 4 como Toya Setsuno

2021
- Cells at Work! Code Black como Globulo Rojo
- Muteking como Suteking

2022
- Platinum_End como Penema
- Bleach: La guerra sangrienta de los mil años como Berenice Gabrielli
- Eternal Boys como Ui Hakosaka
- Mobile Suit Gundam: The_Witch from Mercury como Ojelo Gabel
- Cyberpunk: Edgerunners como David Martinez

### Especiales
2013
- Ansatsu Kyoshitsu como Hiroto Maehara.
- Neppu Kairiku Bushi Road como Suō Yagyū.

2014
- Kyōkai no Kanata: Mini Theater como Akihito Kanbara.
- Kyōkai no Kanata: Shinonome como Akihito Kanbara.

2015
- Arslan Senki: Dakkan no Yaiba como Gieve.

### OVAs
2014
- Joujuu Senjin!! Mushibugyo como Jinbee Tsukishima.

2016
- Starmyu como Izumi Toraishi.

### ONAs
2013
- Kyōkai no Kanata: Idol Saiban! Mayoi Nagara mo Kimi wo Sabaku Tami como Akihito Kanbara.

### Películas
2006
- Hanare Toride no Yonna como Garuda.

2010
- Gekijō-ban Yu-Gi-Oh! ~Chō-Yūgō! Jikū o Koeta Kizuna como Jūdai Yūki.

2012
- Eiga Jewelpet Sweets Dance Princess como Jasper.

2014
- Uchū Kyōdai #0 como Hibito Nanba.

2015
- Meiji Tokyo Renka como Shunsō Hishida.
- Kyōkai no Kanata -I'LL BE HERE- Kako-Hen como Akihito Kanbara.
- Kyōkai no Kanata -I'LL BE HERE- Mirai-Hen como Akihito Kanbara.

2017
- Kuroshitsuji Book of the Atlantic como Ronald Knox.

### CD Drama
- Kare wa Vocalist CD "Dear Vocalist Riot" Entey No.6 Ciel como Ciel.
- Kimi no Heart ni KISS wo Todokeru CD "IDOL of STARLIGHT KISS" Vol. 2 L & R como Nomura L.
- Kimi no Heart ni KISS wo Todokeru CD "IDOL OF STARLIGHT KISS 2"Vol.4 L & R como Nomura L.
- MARGINAL:#4 Drama CD ~Hoshi Furu Yoru no, Halloween Party~ como Nomura L.
- Original Character Song & Situation CD "RenkaLoid" Type 4. Kai como Kai.

#### Yuugen Romantica
Como Hifumi:
- Chou Micchaku! Toritsukare CD "Yuugen Romantica Hatenkou" Dai Ichi no Nazo Karasu Tengu Hifumi.
- Chou Micchaku! Toritsukare CD "Yuugen Romantica Shinkocchou" Daiichi no Uwasa Karasu Tengu Hifumi, Baku Utashiro.
- Chou Micchaku! Toritsukare CD "Yuugen Romantica Yuuchouten" Daiiichi no Nazo Kakasutengu Hifumi.

### Videojuegos
- -8 como Aoba Kuramochi.
- Akiba's Beat como Reiji Shinomiya.
- Brothers Conflict: Brilliant Blue como Fūto Asahina.
- Brothers Conflict: Passion Pink como Fūto Asahina.
- Final Fantasy XIV como Urianger.
- Glass Heart Princess como Shinnosuke Masaki.
- Glass Heart Princess: Platinum como Shinnosuke Masaki.
- Hakuōki Shinsengumi Kitan como Kogoro Katsura.
- I Doll U como Ruka Mikami.
- Kenka Banchou Otome como Totomaru Minowa.
- Last Ranker como Rid.
- Phoenix Wright: Ace Attorney 6 como Apollo Justice.
- Phoenix Wright: Ace Attorney - Dual Destinies como Apollo Justice.
- Reine des Fleurs como Orpheus.
- Shining Force Feather como Rush.
- Soulcalibur V como Patroklos Alexander.
- The king of fighters XV como Krohnen
- Yume Ōkoku to Nemureru 100-Nin no Ōji-sama como Ronald Knox.
- Dawn of the Breakers como Yusaku Akagi
- Yu-Gi-Oh Duel línks como Judai Yuki , Judai/Yubel y Rey Supremo Judai
- League of Legends Como Shieda Kayn

### Doblaje
- Monsuno como Chase.
- Thunderbirds Are GO como John Tracy.

## Música

### Brothers Conflict
Brothers Conflict: participó, como parte de "Asahina Bros. + JULI", el ending 14 to 1. Además, cantó el tema GET READY TONIGHT!, aparecido en los episodios 1 y 10. Brothers Conflict OVA: como parte de "Asahina Bros. + JULI" participó del ending I LOVE YOU ga Kikoenai (I LOVE YOUが聞こえない).

### Magic-kyun Renaissance
Junto con Wataru Hatano, Yūki Ono, Takuya Eguchi, Shōta Aoi y Yūichirō Umehara participó en el sencillo Kimi ni Maji-kyun! de la franquicia Magic-Kyun! Renaissance, llegando al puesto 22 de ventas en Japón. Como parte del grupo "ArtiSTARs" participó del opening Magic-kyun No. 1! y del ending Please kiss my heart de la serie Magic-kyun Renaissance. En la semana de lanzamiento de su sencillo vendió 1.635 copias. Ha grabado el sencillo Magic Kyun! Renaissance Solo-kyun! Songs Vol.2 "My world, Your world", en su rol como Aoi Suminomiya. En su semana de lanzamiento ha llegado al puesto 45 del ranking de ventas japonés, con 2015 copias.

### Meiji Tokyo Renka
Para la primera película "Yumihari no Serenade" cantó el ending Dance in the Light. Para la segunda película, "Hanakagami no Fantasia" interpretó el tema Yakusoku. Durante la semana de lanzamiento de su sencillo vendió 1.118, llegando al puesto 41 de los rankings japoneses.

### Marginal#4 Kiss Kara Tsukuru Big Bang
Formando parte de "Marginal#4", interpretó el tema de apertura de la serie Marginal#4 Kiss Kara Tsukuru Big Bang: WeMe!!!!, cuyo sencillo fue lanzado el 18 de enero de 2017. Participó además, en su rol como L. Nomura, junto con Yuto Suzuki (R. Nomura), en el sencillo Melty♥Love♥Cooking. El tema fue lanzado junto con el ending de la serie Shinobu - Just A Heaven, interpretado por todo el grupo. En su semana de lanzamiento fue el 27.º más vendido en los rankings japoneses. También formó parte del sencillo Marginal#4: Kiss kara Tsukuru Big Bang con su canción Kokoro Hitotsu. Junto con sus compañeros Genki Okawa y Chiharu Sawashiro participó del sencillo Pitagoras Spectacle Tour Live Vol.2 "STARGAZER Z" act L & Kira & Alto (SHOW★TIME / Kibou infinity).

### Starmyu
Participó del video musical HEROISM++ del primer OVA de Starmyu. Lo hizo junto con Tomoaki Maeno.
Como Izumi Toraishi participó: sencillo Starmyu 2nd Season 2nd SHOW TIME 4 Hoshitani x Nayuki x Tengenji x Kuga x Ugawa x Toraishi & Toraishi x Kitahara (Hamamichi Go All Out!! / TERRITORY). Sencillo Starmyu 2nd Season 2nd SHOW TIME 7 Kuga x Toraishi x Kitahara & Kitatara x Nanjou "FACE-OFF / REFLECTION".

### Otros
Como parte de "Callngs", participó del tema 1/1000 Eien no Bigaku (1/1000永遠の美学), aparecido en las series Pretty Rhythm: Aurora Dream (1,9-10,23,26,44), Pretty Rhythm: Dear My Future (14-15,48), y la película Pretty Rhythm All Star Selection: Prism Show Best Ten. Interpretó el ending Tōchōsha-tachi (塔頂者たち) de la serie Druaga no Tō: The Aegis of Uruk. Junto con sus compañeros de elenco, interpretó el opening montage de la serie Miracle☆Train: Ōedo-sen e Yōkoso. Junto con "The NaBs", interpretó el ending Wake Up Your Heart de la serie Yu-Gi-Oh! GX, aparecido en los episodios 34-104. Para la adaptación animada del juego Scared Rider Xechs interpretó el ending old revelation.
En su semana de lanzamiento, su sencillo alcanzó el puesto 70 en los rankings de venta japoneses, con 1.303 copias vendidas. Como parte de "IDOLiSH 7" ha participado del CD "i7". Formando parte de "Six Gravity" participará del tema GRAVITIC-LOVE, cuyo sencillo saldrá a la venta el 26 de agosto de 2016. En su rol como Shunsou Hishida ha participado del sencillo Meikoi Character Song Series Romanesque Record 2 Sono Ni "Hikarakuyou" de Meikoi. Éste ha llegado al puesto 62 en los rankings semanales de venta en Japón. Como parte de "F∞F" participó del sencillo I★CHU creation 01. F∞F de la franquicia We are I★CHU!. En su semana de lanzaimento alcanzó el puesto 24 en ventas en Japón. Formando parte de "2-B" participó del sencillo Boyfriend (Kari) Kirameki Note Complete Collection #2 (Hottokenai ze Classmate / Futari no Housoku de la franquicia Boyfriend (Beta) Kirameki Note. Participó del CD Kenka Banchou Otome: Girl Beats Boys EDs "Gankou Signal"/"Face to Fake" de la franquicia Kenka Banchō Otome: Girl Beats Boys. En su rol como Shinsaku Takasugi, participó del sencillo Akane Sasu Sekai de Kimi to Utau Theme Song "Kotohogi no Hana", de la franquicia Akane Sasu Sekai de Kimi to Utau.